# صالح عسكر السعيد
صالح عسكر السعيد الحرفوش (1948 في قرية الياقوصة في الجولان - )؛ مصارع سوري.

## عنه
ولد البطل في عام  1948 في قرية الياقوصة في الجولان المحتل، وبدأ بممارسة لعبة المصارعة وبرز فيها بشكل ملفت للأنظار حيث بقي بطلا للجمهورية العربية السورية بلعبة المصارعة لفترة أكثر من عشرة أعوام على التوالي.
مثل سوريا والعرب في المحافل الدولية والقارية في أكثر من خمسين مناسبة ونال العديد من الألقاب والكؤوس والتكريم خلال مسيرته الرياضية، وهذه بعض الألقاب التي حصل عليها:
- بطل الجمهورية من 1969 ولمدة سبعة عشر عاما على التوالي
- وبطل العرب واسيا لنفس لمدة اثنا عشر عاما على التوالي
- ومثل العرب ببطولة العالم بالولايات المتحدة الاميريكة واحتل المركز الرابع على مستوى العالم لأول مرة بتاريخ مشاركات العرب في البطولة العالمية
- بطل العالم العسكري الوزن فوق 100  كغ

لعب بعض المباريات ويده مكسورة وإصابات قوية وتحمل الألم وانتصر. بعض الصور البطل لعل أهمها في أمريكا مع محمد علي أسطورة الملاكمة.